# Pavetta edentula
Pavetta edentula är en måreväxtart som beskrevs av Otto Wilhelm Sonder. Pavetta edentula ingår i släktet Pavetta och familjen måreväxter. Inga underarter finns listade i Catalogue of Life.